# Suurisaari (ö i Finland, Norra Savolax, Kuopio, lat 63,28, long 28,07)
Suurisaari med Myhkyri i sydost är en ö i Finland. Den ligger i sjön Syväri och i kommunen Kuopio i den ekonomiska regionen  Kuopio ekonomiska region  och landskapet Norra Savolax, i den centrala delen av landet, 400 km nordost om huvudstaden Helsingfors. Öns area är 77,3 hektar och dess största längd är 1,7 kilometer i nord-sydlig riktning.